# 板橋寛
板橋 寛（いたばし かん、1982年9月1日 - ）は、日本の男性キックボクサー。福島県出身。スクランブル渋谷所属。元Krush -60kg王者。元RISEスーパーフェザー級王者。

## 来歴
2005年3月20日、TRIAL LEAGUE.1でプロデビューした。
2006年6月25日、R.I.S.E. FLASH to CRUSH TOURNAMENT '06に出場。1回戦で末広智明と対戦し、右フックでKO負けを喫した。7戦目での初黒星となった。
2007年4月29日、FLASH to CRUSHトーナメント出場査定試合でKAWASAKIと対戦し、3-0の判定勝ちを収めた。この試合から所属が大誠塾からスクランブル渋谷に変わった。
2007年6月17日、R.I.S.E. FLASH to CRUSH TOURNAMENT '07に出場。1回戦で菅原勇介に判定勝ちするも、準決勝で末広智明にKO負けを喫した。
2008年11月30日、R.I.S.E. 51で過去に2度KO負けしている末広智明と対戦し、2-0の判定勝ちを収めた。

### RISE王座獲得
2009年1月31日、R.I.S.E. 52のR.I.S.E.60kg級チャンピオンマッチで王者裕樹に挑戦し、合計4度のダウンを奪った上での3-0の判定勝ちを収め王座を獲得した。
2009年7月26日、RISE 57のRISE60kg級タイトルマッチでTURBΦと対戦し、2-1の判定勝ちで初防衛に成功した。
2009年11月22日、RISE 60のRISE60kg級タイトルマッチで尾崎圭司と対戦し、KO勝ちで2度目の防衛に成功した。
2010年4月7日、RISE 63のメインイベントで山本真弘と対戦し、0-3の判定負けを喫した。2007年10月28日以来続いていた連勝記録は9（9勝1分）で止まった。
2010年7月31日、RISE 68でカノンスック・ウィラサクレックと対戦し、3-0の判定勝ちを収めた。
2010年10月3日、RISE 71のメインイベントでアヌワット・ゲーオサムリットと対戦。3Rにダウンを奪って延長Rに突入し、3-0の判定勝ち。日本人で初めてアヌワットに勝利した。この試合で負傷し、12月19日のRISE 73Rで予定されていた小宮山工介とのタイトルマッチは延期となった。

### RISE王座陥落
2011年2月27日、RISEスーパーフェザー級（-60kg）タイトルマッチで小宮山工介と改めて対戦し、1-2の判定負けで王座から陥落した。
2011年7月18日、REBELS.8 & IT’S SHOWTIME JAPAN countdown-1で元全日本フェザー級王者山本元気と対戦し延長Rの末5-0の判定勝ちを収めた。試合後、IT’S SHOWTIME代表サイモン・ルッツは今大会のベストバウトとしてこの試合を挙げている。

## 戦績
| キックボクシング 戦績 | キックボクシング 戦績 | キックボクシング 戦績 | キックボクシング 戦績 | キックボクシング 戦績 | キックボクシング 戦績 | キックボクシング 戦績 |
| --------------------- | --------------------- | --------------------- | --------------------- | --------------------- | --------------------- | --------------------- |
| 28 試合               | (T)KO                 | 判定                  | その他                | 引き分け              | 無効試合              |                       |
| 20 勝                 | 4                     | 16                    | 0                     | 2                     | 0                     |                       |
| 6 敗                  | 2                     | 4                     | 0                     | 2                     | 0                     |                       |

| 勝敗 | 対戦相手                       | 試合結果                          | 大会名                                                                                   | 開催年月日     |
| ○    | 後藤勝也                       | 1R 1:54 KO（パンチ連打）          | Krush.23                                                                                 | 2012年10月8日  |
| ×    | 石川直生                       | 3R終了 判定0-3                    | Krush.19                                                                                 | 2012年6月8日   |
| ×    | 山本真弘                       | 3R終了 判定0-5                    | REBELS.9 【IT'S SHOWTIME世界61kg級王座挑戦者決定戦】                                     | 2011年10月23日 |
| ○    | 山本元気                       | 延長R終了 判定5-0                 | REBELS.8 & IT’S SHOWTIME JAPAN countdown-1 【IT’S SHOWTIME世界61kg級王座挑戦者選定試合】 | 2011年7月18日  |
| ×    | 小宮山工介                     | 5R終了 判定1-2                    | RISE 74 【RISEスーパーフェザー級タイトルマッチ】                                         | 2011年2月27日  |
| ○    | アヌワット・ゲーオサムリット   | 3R+延長R終了 判定3-0              | RISE 71                                                                                  | 2010年10月3日  |
| ○    | カノンスック・ウィラサクレック | 3R終了 判定3-0                    | RISE 68                                                                                  | 2010年7月31日  |
| ×    | 山本真弘                       | 3R+延長R終了 判定0-3              | RISE 63                                                                                  | 2010年4月7日   |
| ○    | 尾崎圭司                       | 2R 2:29 KO（パンチ連打）          | RISE 60 【RISE60kg級タイトルマッチ】                                                     | 2009年11月22日 |
| ○    | TURBΦ                          | 5R終了 判定2-1                    | RISE 57 【RISE60kg級タイトルマッチ】                                                     | 2009年7月26日  |
| ○    | 海戸淳                         | 3R終了 判定3-0                    | RISE 55                                                                                  | 2009年5月31日  |
| ○    | 裕樹                           | 5R終了 判定3-0                    | R.I.S.E. 52 【R.I.S.E.60kg級チャンピオンマッチ】                                         | 2009年1月31日  |
| ○    | 末広智明                       | 3R終了 判定2-0                    | R.I.S.E. 51                                                                              | 2008年11月30日 |
| ○    | 宮下トモヤ                     | 3R 1:38 KO                        | R.I.S.E. 49 〜RISING ROOKIES CUP〜                                                       | 2008年8月30日  |
| ○    | 秋山優                         | 3R終了 判定3-0                    | R.I.S.E. 46 〜THE KING OF GLADIATORs '08〜                                               | 2008年5月11日  |
| ○    | ファイヤー仭士                 | 3R終了 判定2-0                    | R.I.S.E. XLIV                                                                            | 2008年3月30日  |
| △    | 黒田アキヒロ                   | 3R終了 判定0-0                    | J-NETWORK「Let's Kick with J 1st」                                                       | 2008年2月29日  |
| ○    | 長岡理郁                       | 3R終了 判定3-0                    | R.I.S.E. -β- "L7"                                                                        | 2007年10月28日 |
| ×    | 末広智明                       | 2R 1:38 KO（2ダウン：膝蹴り連打） | R.I.S.E. FLASH to CRUSH TOURNAMENT '07 【準決勝】                                        | 2007年6月17日  |
| ○    | 菅原勇介                       | 3R終了 判定3-0                    | R.I.S.E. FLASH to CRUSH TOURNAMENT '07 【1回戦】                                         | 2007年6月17日  |
| ○    | KAWASAKI                       | 3R終了 判定3-0                    | R.I.S.E. XXXV 【FtC '07 セレクションマッチ】                                             | 2007年4月29日  |
| ×    | 末広智明                       | 1R 0:46 KO（2ダウン：右フック）   | R.I.S.E. FLASH to CRUSH TOURNAMENT '06 【1回戦】                                         | 2006年6月25日  |
| ○    | 龍馬                           | 3R終了 判定3-0                    | R.I.S.E. XXV                                                                             | 2006年4月30日  |
| ○    | 高橋正也                       | 3R終了 判定3-0                    | R.I.S.E. G-BAZOOKA TOURNAMENT '06 【オープニングファイト】                               | 2006年3月26日  |
| △    | 濱島康大                       | 3R終了 判定1-1                    | 全日本キックボクシング連盟「Muay Thai Wave from YOKOHAMA 4」                             | 2005年7月31日  |
| ○    | 加藤潤一                       | 3R終了 判定3-0                    | TRIAL LEAGUE.2                                                                           | 2005年6月26日  |
| ○    | 浦田大輔                       | KO                                | 不明                                                                                     | 2005年4月      |
| ○    | 浦田大輔                       | 3R終了 判定3-0                    | TRIAL LEAGUE.1                                                                           | 2005年3月20日  |

## 獲得タイトル
- 第2代RISEスーパーフェザー級王座
- 第2代Krush -60kg王座

## サポート
- ワールドサプリメント通販ショップ専門店市場